# Ann-Margret Nirling
Ann-Margret Nirling   (Estocolm, 1 de febrer de 1918 - Vadstena, 3 de febrer de 1999) fou una saltadora sueca que va competir durant les dècades de 1930 i 1940.
El 1936 va prendre part en els Jocs Olímpics d'Estiu de Berlín, on fou desena en la prova de palanca de 10 metres del programa de salts.
En el seu palmarès destaca una medalla de plata al Campionat d'Europa de natació de 1938, rere la danesa Inge Beeken, sis campionats nacionals i un campionat nòrdic.